# ورزشگاه المپیک کرکوک
ورزشگاه المپیک کرکوک (به عربی: ملعب كركوك الاولمبي) ورزشگاهی چندکاربردی در شهر کرکوک عراق می‌باشد. امروزه از آن بیشتر برای برپایی مسابقه‌های فوتبال و همچنین دو و میدانی استفاده می‌شود. این ورزشگاه گنجایش ۳۰۰۰۰ نفر تماشاچی را دارد.